# 贾宇
贾宇（1963年2月—），男，汉族，青海贵德人。中华人民共和国政治人物，中国共产党党员，第十三届全国人民代表大会浙江地区代表。曾任浙江省人民检察院检察长，现任上海市高级人民法院院长。

## 生平
毕业于西北政法学院法律专业，后取得西北政法学院刑法学硕士；曾任西北政法学院法学系刑法学教研室教师（1992年9月至19957月在武汉大学法学院刑法学专业学习，获法学博士学位），西北政法学院法学一系副主任、主任；
2003年9月任西北政法学院副院长；2006年4月任西北政法学院院长；2007年2月任西北政法大学校长；
2017年5月任陕西省人民检察院副检察长、党组副书记；
2018年1月任浙江省人民检察院党组书记、检察长；
2018年2月24日，当选为第十三届全国人大代表。
2023年1月任上海市高级人民法院党组书记、院长。